# Вулиця Академіка Янгеля (станція метро)
55°35′42″ пн. ш. 37°36′06″ сх. д. / 55.59500° пн. ш. 37.60167° сх. д.
«Вулиця Академіка Янгеля» (рос. Улица академика Янгеля) — станція Серпуховсько-Тимірязєвської лінії Московського метрополітену. Відкрита 31 серпня 2000 в ході її продовження на один перегін від станції «Празька».
Названа по вулиці, що увічнила ім'я радянського вченого, конструктора ракетно-космічної техніки — Михайла Кузьмича Янгеля (1911–1971).

## Технічна характеристика
Конструкція станції — односклепінна мілкого закладення (глибина закладення — 8 м). Побудована з монолітного залізобетону.

## Колійний розвиток
Станція без колійного розвитку.

## Оздоблення
Вперше в Московському метрополітені для освітлення платформи використані натрієві лампи, що дають яскраве помаранчеве світло. Через це оригінальне освітлення станція здається залитою сонячним світлом. У південному торці — ескалатори (покращеного типу), у північному сходи. В оздоблені переважає білий колір, підлога викладена гранітом.

## Вестибюлі
Станція має два наземних вестибюля, виконаних за типовим проектом зі скла, що виходять на Варшавське шосе, вулиці Академіка Янгеля і Россошанську.

## Пересадки
- Автобуси: м95, е99, с916, с919, с941, 947, с962, 980, с986, 990, с997, н8